# Igushik
L'Igushik (en anglès Igushik River) és un riu que es troba a sud-oest de l'estat d'Alaska, Estats Units. El riu discorre entre el llac Amanka fins a la badia Nushagak, un braç de la badia de Bristol, després de 80 quilòmetres de recorregut. Excepte un petit tram al pas per la vila de Manokotak, tot el riu forma part del Togiak National Wildlife Refuge.